# Festuca bosniaca
Festuca bosniaca är en gräsart som beskrevs av Ferdinand Kummer och Otto Sendtner. Festuca bosniaca ingår i släktet svinglar, och familjen gräs. Inga underarter finns listade i Catalogue of Life.